# Malvasia di Bosa secco
Il Malvasia di Bosa secco è un vino DOC la cui produzione è consentita nel territorio dei seguenti Comuni: Bosa, Suni, Tinnura, Flussio, Magomadas, Tresnuraghes, Modolo in provincia di Oristano.

## Caratteristiche organolettiche
- colore: dal giallo paglierino al dorato.
- odore: intenso, delicatissimo.
- sapore: dolce, aromatico

## Storia
Il Malvasia che viene coltivato nella Planargia ha una lunga storia, anche se diverse sono le ipotesi sulla sua origine. Nei testi di ampelografia (scienza che studia i vitigni) sono indicati con il nome di Malvasia un gran numero di genotipi, assai diversi per il colore, per la forma del grappolo e per il sapore, variabile dal neutro all'aromatico. Secondo la maggior parte degli studiosi il vitigno sarebbe originario della Grecia ed in particolare della città Monemvasia sulla costa sud-occidentale del Peloponneso, chiamata in antichità Monobasia. Il porto della città protetto da un'alta roccia a strapiombo sul mare, aveva un ingresso strettissimo e pertanto molto difficile da conquistare.
Così un potente principe greco, per espugnare la fortezza, chiese aiuto ai veneziani, che, dopo la conquista rimasero in quel territorio e si spinsero nell'entroterra. I veneziani seppero subito apprezzare il vino Malvasia, ne attirarono un intenso commercio e trapiantarono il vitigno a Creta, loro possedimento da mezzo secolo, e in altre isole egee. La Malvasia divenne molto conosciuta e apprezzata nel Mediterraneo tanto che con tale nome, nel 1600, si indicavano le locande in cui veniva venduto e bevuto il profumato "vino navigato greco", e ancora oggi a Venezia si può percorrere la Calle della Malvasia e il Ponte della Malvasia. I vitigni da cui veniva prodotto questo vino furono in seguito diffusi anche in altre aree viticole mediterranee, nelle quali, talvolta, acquisirono nomi locali o vennero denominati genericamente greci, generando così le attuali difficoltà di distinzione varietale.
Infatti, con il nome Malvasia sono coltivati sia vitigni a bacca bianca dal sapore semplice, sia tipologie dal sapore aromatico oppure a bacca nera. Secondo l'ipotesi più verosimile, peraltro, l'introduzione del vitigno Malvasia in Sardegna risalirebbe al V-VI secolo d.C., ovvero subito dopo la caduta dell'Impero Romano. Molto probabilmente arrivò nell'isola tramite gli approdi di Calaris e di Bosa: infatti il vitigno ha la sua maggiore diffusione nel Campidano di Cagliari e nelle colline della Planargia, mentre nelle altre regioni dell'isola la sua presenza è alquanto sporadica, e ciò fa ipotizzare che in queste zone esso sia stato prodotto in tempi meno antichi.
In ogni caso, in Planargia la vite Malvasia è coltivata da moltissimi secoli ed il vino prodotto ha avuto via via nomi diversi, come Marvasia, Marvagia, Marmasia, Malmasia e, in alcune parti della Sardegna, in particolar modo nel nuorese, viene dialettalmente detto "Alvarega" o "Arvarega" corrispondente all'italiano "bianca greca", il che sembrerebbe confermare quanto detto sulle origini di questo vitigno.

## Abbinamenti consigliati
La malvasia di Bosa si accompagna splendidamente alla pasticceria secca a base di mandorle (
sospiri, pirikittos e amaretti ).
Nei primi tre anni di invecchiamento può essere consumata anche come aperitivo.

## Produzione
Provincia, stagione, volume in ettolitri
- Nuoro  (1993/94)  128,04
- Nuoro  (1994/95)  128,04
- Nuoro  (1996/97)  112,0
- Oristano  (1993/94)  7,07
- Oristano  (1995/96)  1,68